# Slagalica strave III
Slagalica strave III (eng. Saw III) je treći nastavak serije Slagalica strave. Film je nastao zajedničkim trudom redatelja/scenarista Slagalice strave Jamesa Wana i Leigha Whannella i redatelja/scenarista Slagalice strave II Darrena Lynna Bousmana. 
Film se fokusira na umirućeg antagonista serijala, Jigsawa, i njegovu nestabilnu pomoćnicu Amandu koja mu pomaže da dovrši svoje posljednje testove. Film također daje dodatne podatke iz Jigsawove prošlosti.
Film je posvećen Greggu Hoffmanu, producentu prva 2 filma. Hoffman je preminuo 4. prosinca 2005., par dana nakon što je Lions Gate najavio Slagalicu strave III.
Zanimljiv je podatak da se u UK-u, tijekom emitiranja filma u različitim kinima, troje osoba onesvijestilo što je uzrokovalo da se pozove medicinska pomoć. 

## Radnja
Film započinje odmah nakon Slagalice strave II, kada detektiv Eric Matthews (Donnie Wahlberg) bježi iz kupaonice u kojoj je bio zarobljen, sa slomljenom nogom. Kasniji flashbackovi prikazuju njegovu žestoku borbu s Amandom Young (Shawnee Smith), koja ga je na koncu svladala i ostavila ga da umre. No, Matthews prije njezinog odlaska počinje vikati na nju i vrijeđati je, nazvavši je "narkomankom droljom" i kazavši joj da je ništa u usporedbi s Jigsawom, što je vidno uznemiri. Njezin sljedeći potez nije tada otkriven. Još nekoliko flashbackova prikazuje kako je Amanda radila s Jigsawom još prije događaja vezanih uz prvi film, i saznajemo da je ona zapravo otela Adama pod Jigsawovom naredbom. Otkriveno je da je Amanda ugušila Adama nakon prvog filma. 
Radnja filma smještena je 6 mjeseci nakon otmice det. Matthewsa, koji se od tada smatra nestalim. Det. Allison Kerry (Dina Meyer), Poručnik Rigg (Lyriq Bent) i detektiv Hoffman (Costas Mandylor) istražuju truplo Jigsawove najnovije žrtve, Troyja (J. Larose), te su zapanjeni činjenicom da je bilo nemoguće pobjeći iz njegove zamke, što je bila promjena u Jigsawovu M.O.-u. Kada se det. Kerry vrati kući, biva oteta i stavljena u svoju vlastitu zamku. Kada joj se pruži rješenje oslobođenja, koje ne uspije, dođe Amanda čime det. Kerry shvati da ne može pobjeći iz zamke i umire.
U međuvremenu, Jigsaw, koji je na smrtnoj postelji, naredi otmicu još dvaju osoba: sposobne, no deprimirane liječnice Lynn Denlon (Bahar Soomekh) i Jeffa Reinharta (Angus Macfadyen), oca opsjednuog osvetom prema vozaču koji je ubio njihovog sina. Amanda je oko Lynninog vrata zavezala ogrlicu sa pet metaka iz sačmarice koja je bežićno povezana s Jigsawovim uređajem za srce. Njezina igra je jednostavna - mora Jigsawa održati živim dok njezin suprug Jeff ne izvrši svoj test. Ako izađe iz područja ili Jigsaw umre, metci će se automatski ispaliti smrskati Lynninu glavu. Jeff je otet i spremljen u kutiju iz koje izađe, te se nađe u napuštenoj tvornici. Tu mu Jigsaw daje tri testa u kojima ima priliku spasiti troje ključnih osoba vezanih uz smrt njegova sina. Njegov bijes na kraju rezultira smrću sve tri osobe. Iako uspije spasiti suca Haldena (Barry Flatman), njegov pokušaj da spasi ubojicu njegova sina, Timothyja Younga (Mpho Koaho), rezultira smrću obojice. Kada Jeff završi svoj test, krene ususret Jigsawu. 
Lynn uspije održati Jigsawa na životu, no tijekom improvizirane operacije mozga, Jigsaw polusvijesno prizna ljubav prema ženi zvanoj Jill. Amanda misli da su njegove riječi upućene Lynn. Nakon operacije, Lynn i Jigsaw prićaju, te se tu otkriva da je ovaj test u Lynn izazvao novi osjećaj ljubavi prema životu i obitelji.
Sada već shrvana zbog Jigsawovih pokušaja da promjeni životni pogled svojih žrtava, Amanda prizna da je ona namjestila zamke za Troyja i Allison koje se nisu mogle prebroditi. Odbija osloboditi Lynn, unatoč Jigsawovim molbama, te je upuca u leđa. Lynn pada u Jeffovo naručje. Jeff je upravo ušao u sobu i vidjevši što se dogodilo, fatalno je ranio Amandu pištoljem kojeg je pokupio na putu. Dok Amanda krvari, Jigsaw joj kaže da je pala na testu kojeg joj je postavio: "Tvoja volja je testirana - tvoja volja da nekog ostaviš na životu.". Ove rijeći, izrećene kao da su upućene Lynn, su zapravo upućene Amandi, koja je tek tada saznala da su Jeff i Lynn vjenčani.
Tada Jigsaw ponudi Jeffu dvije opcije: da mu oprosti i ostavi ga na životu ili da ga ubije jer je on uzrokovao njegovo mučenje. Ako mu oprosti, Jigsaw će nazvati hitnu pomoć da pokupi Lynn. Jeff tada kaže Jigsawu "Opraštam ti" i popupi kružni pilu, te mu prereže grkljan što uzrokuje da metci iz Lynnine ogrlice polete u njezinu glavu. Nakon toga, vrata sobe se zatvore i zaključaju. Tada se upali mirkokaseta koju je Jigsaw držao u ruci. Prenosi poruku Jeffu koja mu govori da je Jigsaw bio njegov posljednji test opraštanja - njegovom smrću, on je pao. Saznaje se da je Jigsaw jedini koji zna gdje se nalazi Jeffova kći Corbett, te da će Jeff morati igrati novu igru kako bi je pronašao i spasio ju prije nego ostane bez zraka. Jeff je ostavljen u sobi, gdje počne vrištati, a gledateljima se priazuju sve zamke korištene do tada.

## Glumačka postava
| Glumac             | Uloga                     |
| ------------------ | ------------------------- |
| Tobin Bell         | John Kramer / Jigsaw      |
| Shawnee Smith      | Amanda Young              |
| Angus Macfadyen    | Jeff Reinhart             |
| Bahar Soomekh      | Lynn Denlon               |
| Dina Meyer         | Allison Kerry             |
| Mpho Koaho         | Timothy Young             |
| Barry Flatman      | Sudac Halden              |
| Lyriq Bent         | Poručnik Rigg             |
| J. Larose          | Troy                      |
| Debra Lynne McCabe | Danica Scott              |
| Costas Mandylor    | Detektiv Hoffman          |
| Betsy Russell      | Jill Tuck                 |
| Stefan Georgiou    | Dylan                     |
| Niamh Wilson       | Corbett                   |
| Alan Van Sprang    | Chris                     |
| Kim Roberts        | Medicinska sestra Deborah |
| Leigh Whannell     | Adam Faulkner (flashback) |
| Donnie Wahlberg    | Detektiv Eric Matthews    |
| Kelly Jones        | Specijalac Pete           |
| Tim Burd           | Obi (halucinacija)        |
| Franky G           | Xavier                    |
| Nepoznati glumac   | Dr. Lawrence Gordon       |
| Oren Koules        | Neimenovani čovjek        |
| Nepoznati glumac   | Zep Hindle (mrtav)        |

## Uspjeh na blagajnama
U prvom tjednu, Slagalica strave III se izvodila u 3,167 kina i zaradila je velikih $33,610,391. Kako je sniman s budžetom od $9,980,000, film je odmah smatran uspjehom. Slagalica strave III je u konačnici zaradila $80,238,724 u domaćim i $150,907,724 u svjetskim kinima. Zadnji podatak, iz lipnja 2007., govori da je film zaradio $164,822,275.

## Vanjske poveznice
- Službena stranica  Arhivirana inačica izvorne stranice od 6. srpnja 2008. (Wayback Machine)
- Službena stranica serijala
- Slagalica strave III u internetskoj bazi filmova IMDb-a